# Temporada 2016-2017 del Teatre Nacional de Catalunya

## Espectacles
| Temporada 2016-2017 del Teatre Nacional de Catalunya | |                                    | |                                    | |                          |              |                                |
| Espectacle                                           | Autoria | Direcció                           | Actors i actrius principals / artistes | Escenografia                       | Producció | Dates                    | Sala         | Gènere                         |
| L'Aplec del Remei                                    | Josep Anselm Clavé | Wanda Pitrowska                    | Maria Hinojosa (soprano), Marta Fiol (mezzosoprano), Antoni Comas (tenor), Josep-Ramon Oliver (baríton), Miquel Cobos (baríton), Oriol Genís (actor), Roberto G. Alonso (actor) | Xavier Saló                        | Teatre Nacional de Catalunya, Escola Superior de Música de Catalunya (ESMUC)                                    | 29/09/16 al 02/10/16     | Sala Gran    | Teatre                         |
| El coratge de matar                                  | Lars Norén | Magda Puyo                         | Nao Albet, Manel Barceló, Maria Rodríguez | Pep Duran                          | Teatre Nacional de Catalunya, Velvet Events                                                                     | 06/10/16 al 30/10/16     | Sala Petita  | Teatre                         |
| Museu Obeses                                         | Obeses |                                    | Arnau Tordera (veu i guitarres), Maiol Montané (bateria), Arnau Burdó (teclats), Jaume Coll (baix) i el Cor d’Obeses |                                    | | 08/10/16                 | Sala Gran    | Concert                        |
| Celestina                                            | Fernando de Rojas | José Luis Gómez                    | Marta Belmonte, Diana Bernedo, Miguel Cubero, Palmira Ferrer, José Luis Gómez, Chete Lera, Nerea Moreno, Inma Nieto, Raúl Prieto, José Luis Torrijo | Alejandro Andújar, José Luis Gómez | Teatro de la Abadía, Compañía Nacional de Teatro Clásico                                                        | 20/10/16 al 30/10/16     | Sala Gran    | Teatre                         |
| Llull a la Ciutat Nova                               | Teresa Vilardell, Miquel Casamayor | Teresa Vilardell                   | Andrea Arreaga, Cheikhou Oumar Balde, Nauman Choudary, Mina Farhani, Mitra Farhani, Jordi Font, Juan Carlos Gutiérrez, Roman Kovalenko, Ariadna Pastor, Anna Vendrell, Roman Vetrov, Xavier Alomà | Alfons Flores                      | Teatre Nacional de Catalunya, Associació Cultural La Trilateral, Migra Studium                                  | 27/10/16 al 28/10/16     | Sala Tallers | Teatre                         |
| Els perseguidors de paraules                         | Marc Artigau i Queralt | Marc Artigau i Queralt             | Jordi Llovet, Marta Ossó, Marc Rius, Carol Rovira | Joana Martí                        | Imaginart | 10/11/16 al 27/11/16     | Sala Tallers | Teatre                         |
| Molt soroll per no res                               | William Shakespeare | Àngel Llàcer                       | David Verdaguer, Sílvia Abril, Aida Oset, Josep Palau, Jordi Coll, Lloll Bertran, Albert Triola, Òscar Muñoz, Guillem Albà, Víctor Gómez, Georgia Stewart, Jordi Vidal, Màrcia Cisteró, Enric Cambray, Pau Ferran. Orquestra: Toni Pagés, Pere Foved, Jordi Franco, Clodulfo Núñez, Jordi Roquer, David Sánchez, Oriol Cusó, Miguel Ángel Royo, Pere Miró, Jaume Peña, Ivó Oller, Josep Tutusaus, David Darío García, Anna Fernández, Laia Pujolassos, Bernat Piqué, Úrsula Amargós, Carlora Amargós, Laura Bosch, Marçal Ayats, Edgar Caselles, Manu Guix i Joan Jesús Caro | Sebastià Brosa                     | Teatre Nacional de Catalunya                                                                                    | 24/11/16 al 01/01/17     | Sala Gran    | Teatre                         |
| La fortuna de Sílvia                                 | Josep Maria de Sagarra | Jordi Prat i Coll                  | Anna Alarcón, Muntsa Alcañiz, Albert Baró, Laura Conejero, Berta Giraut, Pep Munné | Bibiana Puigdefàbregas             | Teatre Nacional de Catalunya, Teatres en Xarxa                                                                  | 29/11/16 al 25/12/16     | Sala Petita  | Teatre                         |
| Entre la vinya e el fenollar                         | |                                    | Pep Tosar, Manel Barceló, Enric Majó, Pep Cruz, Marc Egea, Miquel G. Font, Joan Ollé, Lluís Soler, Clara Segura, Laia Noguera, Jordi Oriol, Maria del Mar Bonet, Capella de Ministrers |                                    | Teatre Nacional de Catalunya, Departament de Cultura de la Generalitat de Catalunya                             | 13/12/16                 | Sala Gran    | Acte de cloenda de l’Any Llull |
| A cor obert                                          | Descabelladas | Isabel Díaz, Teresa Urroz          | Montserrat Barrufet, Joana Delgado, Montse Delgado, Roser Godall, Mireia Manguiron, Dolors Marginet, Lourdes Martínez, Encarna Partida, Roser Pubill |                                    | Descabelladas                                                                                                   | 15/12/16 al 16/12/16     | Sala Tallers | Teatre                         |
| Kalimat                                              | Ahmed Al Hamso, FatimaFaraj, GhadirGhadir, KhamissaHussein, Shaenaz Mamo, Bakher Mohamad, Mahmood Mohammad, Manar Mostafa, HusseinMostafa, Maryam Mustafa | Helena Tornero                     | Roger Casamajor, Alicia G. Reyero, Anna Güell, Isak Férriz, Georgina Latre, David Menéndez, Jorge Picó, Marc Pujol, Manar Taljo, Teresa Vallicrosa, Joan Bentallé, Queralt Casasavas, Jordi Figueras, Carles Gilabert, Mireia Gubianas, Ramon Pujol, Vanessa Segura |                                    | Coincidències, Teatre Nacional de Catalunya                                                                     | 20/12/2016 al 20/12/2016 | Sala Tallers | Teatre                         |
| Cosas que se olvidan fácilmente                      | Xavier Bobés | Xavier Bobés                       | |                                    | Xavier Bobés i Festival TNT, Terrassa Noves Tendències                                                          | 11/01/17 al 04/06/17     | Magatzem     | Teatre                         |
| En la solitud dels camps de cotó                     | Bernard-Marie Koltès | Joan Ollé                          | Ivan Benet, Andreu Benito | Sebastià Brosa                     | Teatre Nacional de Catalunya                                                                                    | 19/01/17 al 19/02/17     | Sala Petita  | Teatre                         |
| Essències                                            | Orquestra Simfònica Victoria de los Ángeles | Pedro Pardo                        | Ofèlia Sala, Orquestra Simfònica Victoria de los Ángeles |                                    | | 21/01/17                 | Sala Gran    | Concert                        |
| El somni de Gulliver                                 | Roland Olbeter | Roland Olbeter                     | Joan Martín-Royo (Gulliver, baríton), Clàudia Schneider (Glumdalkitch, mezzosoprano), Antoni Comas (Rei Eggman, tenor), Carlos Fesser (Senyor Mondi, baix baríton), Toni Gubau i Oriol Rosés (Immortals, contratenors), Antonio Fajardo i Néstor Pindado (Corbs, baixos), Anna Barreiro, Lucía Verger i Nerea Urriza (Nanobots, cor infantil) – Escola Aula de Música 7, dirigides per Óscar Larios |                                    | Miavion, SL | 09/02/17 al 26/02/17     | Sala Tallers | Teatre musical                 |
| La senyora Florentina i el seu amor Homer            | Mercè Rodoreda | Sergi Belbel                       | Carme Callol, Enric Cambray, Elisabet Casanovas, Gemma Martínez, Margarida Minguillón, Mercè Sampietro, Toni Sevilla, Teresa Urroz | Max Glaenzel                       | Teatre Nacional de Catalunya                                                                                    | 22/02/17 al 02/04/17     | Sala Gran    | Teatre                         |
| Vània                                                | Anton Txèkhov | Carles Alfaro                      | Empar Canet, Josep Manel Casany, Àngel Fígols, Mamen Garcia, Juli Mira, Rebeca Valls |                                    | Moma Teatre, Teatros del Canal                                                                                  | 08/03/17 al 12/03/17     | Sala Petita  | Teatre                         |
| Zaquizamí                                            | Cia. Roberto G. Alonso | Roberto G. Alonso                  | Anita Àstrid, Borja Fernández, Laura Marsal | Roberto G. Alonso, Tony Murchland  | Companyia Roberto G. Alonso                                                                                     | 18/03/17 al 09/04/17     | Sala Tallers | Teatre                         |
| A tots els que heu vingut                            | Marc Rosich | Marc Rosich                        | Mercè Aránega, Lurdes Barba, Montse Esteve, Àurea Márquez, Mireia Pàmies, Carles Gilabert | Sebastià Brosa                     | Teatre Nacional de Catalunya                                                                                    | 06/04/17 al 07/05/17     | Sala Petita  | Teatre                         |
| Vers a vers                                          | A partir de l'obra de Joan Brossa |                                    | |                                    | Teatre Nacional de Catalunya                                                                                    | 19/04/17 al 20/04/17     | Sala Petita  | Poesia                         |
| Ricard III                                           | William Shakespeare | Xavier Albertí                     | Roger Casamajor, Jordi Collet, Antoni Comas, Carme Elias, Oriol Genís, Robert González, Lluís Homar, Joel Joan, Lina Lambert, Albert Prat, Anna Sahun, Aina Sánchez, Julieta Serrano, Oscar Valsecchi | Lluc Castells, Jose Novoa          | Teatre Nacional de Catalunya                                                                                    | 04/05/17 al 11/06/17     | Sala Gran    | Teatre                         |
| Collar de cranis. Esquerdes parracs enderrocs        | Carles Santos i Jordi Oriol a partir de Joan Brossa | Carles Santos, Jordi Oriol         | Arnau Armengol, Anna Berenguer, Ferran Echegaray, Jordi Font, Blanca Garcia-Lladó, Berta Graells, Mirena Nafarrate, Ireneu Tranis, Berta Vidal |                                    | Institut del Teatre de la Diputació de Barcelona i Teatre Nacional de Catalunya amb la col·laboració de l'ESMUC | 11/05/17 al 21/05/17     | Sala Tallers | Teatre                         |
| Lucis et umbrae                                      | Sergi Buka, Jordi Sabatés i Victoria Szpunberg a partir d'una idea de Sergi Buka                                                                          | Xavier Martínez                    | Sergi Buka, Jordi Sabatés i Rosa Serra | Enric Planas                       | Teatre Nacional de Catalunya, Sergi Buka                                                                        | 25/05/17 al 04/06/17     | Sala Petita  | Espectacle multidisciplinari   |
| Body sushi                                           | Francesc Meseguer | Tanya Beyeler                      | Mònica Almirall, Melcior Casals | Blanca Añón                        | Teatre Nacional de Catalunya                                                                                    | 31/05/17 al 01/06/17     | Sala Tallers | Teatre                         |
| Letter to a Man                                      | | Robert Wilson, Mikhail Baryshnikov | Mikhail Baryshnikov |                                    | Change Performing Arts i Baryshnikov Productions. Productors executius Elisabetta di Mambro, Franco Laera       | 29/06/17 al 02/07/17     | Sala Gran    | Espectacle multidisciplinari   |
| Actes obscens en espai públic                        | Davide Carnevali, Albert Arribas | Albert Arribas                     | Antònia Jaume, Màrcia Cisteró, Mònica Almirall, Oriol Genís, Sergi Torrecilla | Sílvia Delagneau                   | Teatre Nacional de Catalunya, Centaure Produccions                                                              | 06/07/17 al 16/07/17     | Sala Petita  | Teatre                         |